# كأس الكونفيدرالية الإفريقية 2020–21
كأس الكونفيدرالية الأفريقية 2020–21 (تُعرف رسمياً باسم كأس الكونفيدرالية الأفريقية توتال 2020–21 لأسباب الرعاية) هي النسخة الثامنة عشر من البطولة، البطولة الثانوية التي يُنظمها الاتحاد الأفريقي لكرة القدم تحت مُسماها الحالي بعد دمج بطولتي كأس أفريقيا للأندية أبطال الكؤوس وكأس الاتحاد الأفريقي للأندية. بدأت البطولة في 27 نوفمبر 2020، ولُعبت المباراة النهائية في 10 يوليو 2021.
نهضة بركان هو حامل اللقب، ولكن تم إقصائه خلال دور المجموعات.

## الفرق
بسبب جائحة فيروس كورونا، قامت بعض الاتحادات المحلية بإلغاء مسابقاتها أو تأجيلها لوقت لاحق، وبالتالي إختيارها لممثلين لها في البطولة لهذا الموسم بناءً على نتائجهم في المواسم السابقة. لدى الاتحادات الحق في تسجيل الفرق المشاركة في البطولة في الفترة بين 1 سبتمبر و 20 أكتوبر 2020. يجب على الأندية اتباع إجرائات تراخيص خاصة بالاتحاد الأفريقي مع الاتحادات المحلية لتتمكن من المشاركة في البطولة، حيث سيتم رفض مشاركة الأندية الغير مُرخصة من قِبل الاتحاد الأفريقي..
شاركت الأندية الـ 51 التالية من 39 اتحاد محلي في المسابقة:
- الفرق التي يظهر اسمها بخط عريض شاركت في البطولة من الدور الأول.
- باقي الفرق شاركت من الدور التمهيدي.

تصنيف الاتحادات مبني على تصنيف الكاف لـ 5 سنوات للفترة من 2016 حتى 2020. الاتحادات التي تمتلك تصنيف يظهر تصنيفها (بين قوسين) بجانبها.
| الاتحاد             | التصنيف (النقاط) | الفريق            | وسيلة التأهل                                                                                |
| ------------------- | ---------------- | ----------------- | ------------------------------------------------------------------------------------------- |
| المغرب              | 1 (190)          | نهضة بركان        | حامل اللقب (بطل كأس الكونفيدرالية الأفريقية 2019–20) ثالث الدوري المغربي لكرة القدم 2019–20 |
| المغرب              | 1 (190)          | الاتحاد البيضاوي  | بطل كأس العرش المغربي 2018–19                                                               |
| مصر                 | 2 (167)          | بيراميدز          | ثالث الدوري المصري الممتاز 2019–20                                                          |
| مصر                 | 2 (167)          | المقاولون العرب   | رابع الدوري المصري الممتاز 2019–20                                                          |
| تونس                | 3 (140)          | الاتحاد المنستيري | ثالث الرابطة التونسية المحترفة الأولى 2019–20                                               |
| تونس                | 3 (140)          | النجم الساحلي     | رابع الرابطة التونسية المحترفة الأولى 2019–20                                               |
| الكونغو الديمقراطية | 4 (83)           | مانيما يونيون     | ثالث دوري الكونغو الديمقراطية لكرة القدم 2019–20                                            |
| الكونغو الديمقراطية | 4 (83)           | موتيما بيمبي      | رابع دوري الكونغو الديمقراطية لكرة القدم 2019–20                                            |
| الجزائر             | 5 (81)           | وفاق سطيف         | ثالث الرابطة الجزائرية المحترفة الأولى لكرة القدم 2019–20                                   |
| الجزائر             | 5 (81)           | شبيبة القبائل     | رابع الرابطة الجزائرية المحترفة الأولى لكرة القدم 2019–20                                   |
| جنوب إفريقيا        | 6 (68.5)         | أورلاندو بيراتس   | ثالث دوري جنوب أفريقيا الممتاز لكرة القدم 2019–20                                           |
| جنوب إفريقيا        | 6 (68.5)         | بلومفونتين سيلتيك | وصيف كأس جنوب أفريقيا 2019–20                                                               |
| زامبيا              | 7 (43)           | غرين إيغلز        | ثالث الدوري الزامبي الممتاز 2019–20                                                         |
| زامبيا              | 7 (43)           | نابسا ستارز       | رابع الدوري الزامبي الممتاز 2019–20                                                         |
| نيجيريا             | 8 (39)           | ريفرز يونايتد     | ثالث الدوري النيجيري الممتاز 2019–20                                                        |
| نيجيريا             | 8 (39)           | كانو بيلارس       | بطل كأس نيجيريا 2019                                                                        |
| غينيا               | 9 (38)           | كالوم ستار        | ثالث البطولة الوطنية الغينية 2019–20                                                        |
| غينيا               | 9 (38)           | كامسار            | وصيف كأس غينيا الوطني 2019                                                                  |
| أنغولا              | 10 (36)          | برافوس دو ماكيوس  | ثالث دوري أنغولا الممتاز 2019–20                                                            |
| أنغولا              | 10 (36)          | ساغرادا إسبرانسا  | أفضل فريق في بطولة كأس أنغولا 2019–20 لم يتأهل بطولة قارية                                  |
| السودان             | 11 (29.5)        | الهلال الأبيض     | ثالث الدوري السوداني الممتاز لكرة القدم 2019–20                                             |
| السودان             | 11 (29.5)        | الأمل عطبرة       | رابع الدوري السوداني الممتاز لكرة القدم 2019–20                                             |
| ليبيا               | 12 (16.5)        | الأهلي طرابلس     | ثالث الدوري الليبي الممتاز 2017–18                                                          |
| ليبيا               | 12 (16.5)        | الاتحاد طرابلس    | بطل كأس ليبيا 2018                                                                          |

| الاتحاد          | التصنيف (النقاط) | الفريق                | وسيلة التأهل                                                          |
| ---------------- | ---------------- | --------------------- | --------------------------------------------------------------------- |
| تنزانيا          | 13 (14)          | نامونغو               | وصيف كأس تنزانيا 2019–20                                              |
| ساحل العاج       | 14 (13)          | سان بيدرو             | وصيف دوري كوت ديفوار الممتاز 2019–20                                  |
| موزمبيق          | 17 (9)           | أونياو دو سونغو       | بطل كأس موزمبيق 2019                                                  |
| الكونغو          | 18 (8)           | إيتوال دو كونغو       | بطل كأس الكونغو لكرة القدم 2019                                       |
| أوغندا           | 18 (8)           | كامبالا سيتي          | وصيف دوري السوبر الأوغندي 2019–20                                     |
| غانا             | 20 (6.5)         | أشانتي غولد           | بطل بطولة لجنة تطبيع الاتحاد الغاني لكرة القدم - القسم الثاني 2019    |
| مالي             | 20 (6.5)         | ييلين أولمبيك         | وصيف دوري الدرجة الأولى المالي 2019–20                                |
| رواندا           | 22 (6)           | كيغالي                | وصيف كأس رواندا 2019                                                  |
| إسواتيني         | 23 (5)           | إمبابان سوالوز        | وصيف الدوري الإسواتيني الممتاز 2019–20                                |
| إثيوبيا          | 24 (4)           | فاصيل كينيما          | بطل كأس إثيوبيا 2019                                                  |
| بوتسوانا         | 25 (3)           | أورابا يونايتد        | بطل كأس ماسكوم توب 8 2019–20                                          |
| توغو             | 25 (3)           | أونيسبورت دي سوكودي   | وصيف البطولة الوطنية التوغولية 2019–20                                |
| بنين             | 27 (2.5)         | إيساي                 | بطل كأس بنين 2019                                                     |
| موريتانيا        | 27 (2.5)         | تفرغ زينة             | بطل كأس رئيس جمهورية موريتانيا 2020                                   |
| بوركينا فاسو     | 29 (2)           | ساليتاس               | وصيف دوري بوركينا فاسو الممتاز 2018–19                                |
| الكاميرون        | 29 (2)           | القطن                 | وصيف الدوري الكاميروني الممتاز 2019–20                                |
| بوروندي          | —                | موسنغاتي              | بطل كأس بوروندي 2020                                                  |
| تشاد             | —                | النهضة                | وصيف دوري تشاد الممتاز 2020                                           |
| جزر القمر        | —                | نغازي ميرونتسي        | وصيف كأس جزر القمر 2020                                               |
| جنوب السودان     | —                | الرابطة               | بطل كأس جنوب السودان الوطني 2020                                      |
| جيبوتي           | —                | أرتا سولار 7          | بطل كأس جيبوتي 2020                                                   |
| زنجبار           | —                | كيكوسي فالنتيا زنجبار | بطل كأس زنجبار 2020                                                   |
| السنغال          | —                | جاراف                 | وصيف دوري السنغال الممتاز 2019–20                                     |
| الصومال          | —                | هورسيد                | بطل كأس الصومال 2019                                                  |
| غامبيا           | —                | جامتيل                | ثالث دوري الدرجة الأولى الغامبي 2019–20                               |
| غينيا الاستوائية | —                | فوتورو كينجز          | وصيف الدوري الغيني الاستوائي الممتاز 2019–20 - مجموعة المنطقة القارية |
| النيجر           | —                | الحرس الوطني          | وصيف كأس النيجر 2019                                                  |

ينضم للدور التمهيدي الثالث 16 فريق الذين خسروا في الدور التمهيدي الثاني من بطولة دوري أبطال أفريقيا 2020–21.
| الملعب المالي | الرجاء            | رايسنغ أبيدجان | سونيديب         |
| الأهلي بنغازي | جازيللي           | بوينغويدي      | جوانينج جالاكسي |
| يانغ بافالوز  | بريميرو دي أغوستو | إنييمبا        | أشانتي كوتوكو   |
| الصفاقسي      | نكانا             | بلاتينوم       | غور ماهيا       |

الاتحادات التي لم تشارك في البطولة
- إرتريا
- جمهورية إفريقيا الوسطى
- الرأس الأخضر
- ساو تومي وبرينسيب
- سيراليون
- سيشل
- غينيا بيساو
- ليبيريا
- لا ريونيون
- ليسوتو
- مالاوي
- مدغشقر
- موريشيوس
- ناميبيا

الاتحادات التي لم تشارك في البطولة، ولكن شارك لاحقاً فريق يمثلها بعد تحويله من دوري الأبطال
- الغابون (تصنيف: 31 (1))
- زيمبابوي (تصنيف: 15 (11))
- كينيا (تصنيف: 15 (11))